# Гранат (обсерватория)
Международната астрофизическа обсерватория „Гранат“ е бивша орбитална обсерватория на СССР (по-късно на Русия), разработена съвместно с Франция, Дания и България.
Изстреляна е на 1 декември 1989 година с ракетата-носител „Протон“ на високоапогейна орбита с период на въртене около Земята 4 дни, като научни наблюдения се провеждат в течение на 3 дни. Обсерваторията работи на орбита повече от 9 години.
През септември 1994 година, след 5 години работа на орбита в режим на насочени наблюдения, двигателите за маневриране излизат от строя и обсерваторията е приведена в режим на сканиране. Предаването на данни от обсерваторията спира на 27 ноември 1998 година. Обсерваторията се разрушава при нейното навлизане в атмосферата на Земята на 29 май 1999 година.